# Ruggero Crotti
Winkler Ruggero Crotti (Canneto sull'Oglio, 3 novembre 1924 – Milano, 16 agosto 2015) è stato un giocatore di biliardo italiano.
Winkler è il nome di battesimo, Ruggero per l'anagrafe. Vincitore di cinque titoli nazionali nelle specialità Cinque Birilli e Nove Birilli tra gli anni cinquanta e sessanta. Vincitore del Gran Prix di Goriziana di Saint Vincent nel 1962 (una competizione che coinvolge ogni anno circa 2000 giocatori in 15 giorni) ha raggiunto i quarti di finale nella stessa manifestazione nel 2001, a 41 anni di distanza.
È stato vincitore di Telematch nel 1958 ("Il braccio e la mente")
È stato modello per Angelo Bellocchio, Riccardo Belluta, Massimo Guggiola, Enrico Titonel e altri campioni qualificati.
Puntiglioso ricercatore è stato considerato il massimo conoscitore delle tecniche di gioco, con particolare riguardo per le strategie difensive.
Ha ideato  teorie geometriche e meccaniche nuove, risolutive per tutti  i  tiri diretti e indiretti, riferibili ad ogni specialità di gioco con movimento di biglie su un piano delimitato da  sponde.
Figura  dai molteplici interessi, di multiforme ingegno, è inoltre stimato pittore e acquerellista.

## Palmarès
- 1962 5 birilli a coppie
- 1962 Goriziana individuale (Saint Vincent)
- 1966 5 birilli a coppie
- 1967 Goriziana a coppie
- 1977 5 birilli a coppie